# نادي الجبلين
نادي الجبلين بحائل نادٍ رياضي سعودي يقع مقره في حائل شمال السعودية ويلعب في دوري الدرجة الاولى السعودي، تأسس رسمياً عام 1379 هـ.ونادي الجبلين يتميز بتنصيفه أنه وصيف الدوري السعودي واول مسابقة اسويية شاركة كانت في كاس دوري ابطال اسيا المتحدة تم تغير اسمه الئ كاس المتحدة الآسيوية شارك في دور المجموعات وهزم شانغهاي ميكولا بنتيجة 1-3 الجبلين وتأهل الئ الدور ال 16 ضد الوصل الاماراتي وهزم الوصل الاماراتي 1-4 وتأهل لربع النهائت الذهاب العين 3-0 الجبلين وفي الاياب 1-3 الجبلين الحصيلة 4-3 وخسر في ربع النهائي ولكن سيتأهل الئ نسخة دوري ابطال اسيا لنخبة 2025

## ملخص نشأة النادي وتسجيله رسمياً
عرفت الرياضة بمنطقة حائل في منتصف الستينيات الهجرية عن طريق المدارس الحكومية التي أقامت عدداً من المهرجانات الرياضية بمناسبة زيارات أصحاب الجلالة الملوك وأصحاب السمو الأمراء التي حفلت بألوان العروض والمسابقات التي استأثرت بإعجاب المشاهدين وولع الشباب الذين كانوا يعانون من الفراغ مما أدى إلى اجتذابهم إلى ميادين الألعاب التي أقامتها المدارس لبعض الألعاب المختلفة ونظمت لها المباريات التي تقام بين فصول المدرسة الواحدة وبين المدارس بعضها مع بعض.
اشتهر في تلك المدارس الحائلية عدد من اللاعبين وذاع صيتهم بين الطلاب ومنهم على سبيل المثال:(إبراهيم العلي - عبد الرحمن العبلاني - صالح العلي - صالح الصانع - صالح الكبر - حسين الفطيس - حمود العتيق - جار الله الزيد - سالم الصوينع - جار الله الشرطان - ناصر العتيق - محمد الجلوي - محمد السعدون - فهد الخشمان - فهد الغصاب - عبد الرحمن الخليفة - جارالله الجميل - سليمان الشدوخي وعبد العزيز الجروان). ومنهم اختير مجموعة لدراسة طرق ومناهج تدريس التربية البدنية بالدورة الصيفية التي أقيمت بمدينة الطائف فشكلوا الرعيل الأول من مدرسي ومدربي التربية البدنية ورواد الرياضة المدرسية إلى جانب الأستاذ فتحي عفيفي (مصري الجنسية)
أول مدرس للتربية البدنية بمنطقة حائل والذي يُعد له الفضل الأول في نشر وتأسيس الألعاب الرياضية بالمنطقة وعلى غرار هذه المسابقات والمناشط نشأت في الأحياء والأسواق ملاعب لكرة الطائرة تنصب خيوطها (شبكات) بين جدارين وأخرى لكرة السلة تتخذ من (المرازيب) أبراجاً لها.. ثم بدأت تقام بين الأسواق مباريات في لعبتي السلة والطائرة على هامش مباريات المدارس فكانت مثاراً للحماس والاهتمام.
ومن منظومة هذه الفرق ومعترك هذه المسابقات انبعثت في مطلع السبعينات فريق النصر لكرة القدم الذي اتخذ مقره وملعبه قرب محطة البيوض الواقعة غرب المدينة وكان الدافع لتأسيسه سد الفراغ الذي ينشأ نتيجة إغلاق المدارس بالعطلة الصيفية، حيث يبدأ نشاطه بالانحسار مع بداية العام الدراسي حين تعج المدارس بالنشاط والبرامج الرياضية والثقافية والمسرحية.. وكان للأستاذ فتحي عفيفي دور بارز في تأسيس الفريق.. وأبرز اللاعبين: (عبد العزيز المشاري، عبد الله الشومر، عبد الله البكر، صالح البكر، موسى الفايز، عثمان العبيداء، سالم الغريميل، راشد السلوة، محمد العتيق حمود الجويرة (يرحمه الله)، إبراهيم المحيني، عبد الله الضبيحي، عبد العزيز الكعيك، حمد العجلان، عبد العزيز
الغسلان، سليمان البيوض، عبد الله السيف، صالح العليقي، محمد الغطيس، عبد الله العليان، عبد الرحمن البراهيم، عبد الله النافع (يرحمه الله)، سعد الفريح، علي الغصاب (يرحمه الله) محمد الشايع وعلى غرار فريق النصر انتشرت في الأحياء فرق صغيرة تمارس (بكرة اللستك) ألعاب القدم والطائرة والسلة.
وفي عام 1379ه أنشئ ملعب لكرة القدم قرب (شيشة) محطة عبد الله القاسم البغدادي لتوفر بعض الخدمات والمستلزمات التي يحتاجها اللاعبون مثل مياه الشرب والغسيل والمقهى الذي يبيع الشاي والمرطبات والمكان (اللايذ) الذي خصصه صاحب المحطة لحفظ (الصندوق الخشبي) الذي يكتنز كل ممتلكات الفريق وهي الكرة ومنفاخ الهواء ومخاط ترقيع الكور التي كانت من اختصاص سعيد المسعود.
ونتيجة لتوفر هذه الخدمات البسيطة التي تعتبر متميزة آنذاك انضوت بعض الفرق الصغيرة المتناثرة في أطراف المدينة إلى هذا الفريق المنظم المحكوم بقواعد ولوائح إدارية ومالية ساعدت على إبراز شخصيته وشكلت سماته في ظل مؤازرة واهتمام أبناء حائل العاملين «بالظهران»، حيث أثروا الفريق بوعيهم وخبرتهم وواءموا بينه وبين فريقهم في رأس تنورة فأمدوه بما يتوفر لديهم من أدوات وألبسة واتخذوه ملتقى ومنتدى لهم أثناء قضاء إجازاتهم الصيفية.
ولما أن الاسم من أبرز مستلزمات التأسيس فقد كان (الجبلين) يُشَنِّف الآذان ويستميل المشاعر باعتباره رمز المنطقة وعنوان أصالتها وشموخها فسمي الفريق منذ فجر ولادته بهذا الاسم.
واعتمدت موارد الفريق خلال مراحل تأسيسه المبكرة على اشتراكات اللاعبين الشهرية وقدرها ريالان التي تقتصر على تغطية مصاريف تأمين وصيانة الكور وتشكلت أول إدارة برئاسة الأستاذ فهيد الحميدان الملاقي (يرحمه الله) وكانت تسمى لجنة وانحصر أعضاؤها على نطاق اللاعبين باستثناء الرئيس وهم: (زيد الجويرة، صالح الطوب - يرحمه الله - محمد البليهي، عبد الرحمن الشقحاء، سليمان الروضان، محمد البقعاوي، أحمد حسين)
أنجب العديد من الأبطال في مختلف الأنشطة الرياضية والذين خدموا المنطقة والوطن سواء إدارياً أو رياضياً وإعلامياً أيضاً وخدم الرياضة في جميع الألعاب، وفي عام 1388هـ شهد تدشين وإنجاز أضخم مشروع لنادي رياضي لمنطقة حائل وتم إنشاء أول ملعب ومقر لنادي الجبلين بجهود أبنائه الذاتية، وحقق الجبلين في نفس العام لقب أفضل نادي ريفي للمملكة بالإضافة إلى تحقيقه لبطولات منطقة حائل وبطولة كأس المنطقة الوسطى للدرجة الثانية في عام 1388هـ بعد فوزه على نادي الشعلة في ملعب نادي الرائد ببريدة وشهد عام 1389هـ إنجازات مماثلة فحقق الجبلين بطولة منطقة حائل وبطولات أخرى على مستوى المملكة وفي عام 1390هـ حاز الجبلين على بطولة المنطقة وعاش الجبلين تلك الأعوام فترته الذهبية بتحقيقه للنتائج الجيدة ليس على صعيد كرة القدم بل شملت نتائج مميزة للألعاب المختلفة الأخرى وأصبح للجبلين في هذه الفترة سمعته القوية باعتبار أقدميته كأول نادي رياضي في المنطقة إضافة إلى تميزه بالتنظيم والمشاركة بكافة الأنشطة الأخرى الثقافية.

## الانجازات
- أول بطولة على مستوى المملكة وسام أحسن رياضي عام 1388 هـ
- بطولة المملكة لأندية الدرجة الثانية عامي 1390 هـ و 1392 هـ
- تحقيق بطولة المملكة لأندية الدرجة الأولى والصعود للممتاز عامي 1400 هـ و 1404 هـ
- وصيف كأس الاتحاد السعودي للدرجة الأولى عام 1417 هـ.
- وصيف بطل كأس الأمير فيصل بن فهد لأندية الدرجة الأولى عام 1423 هـ (2003/2002م)
- بطولة دوري الدرجة الثالثة عام 1436هـ (2014/2015م)
- وصيف دوري الدرجة الثانية عام 1439هـ (2017/2018م)
- كاس ولي العهد 3 مرات 1996.2005.2024
- كاس السوبر الاسيوي 2 مرتين 1988.2009
- كاس الاتحاد السعودي2مرتين 1998.2016

## تشكيلة الفريق الحالية
ملاحظة: تشير الأعلام إلى المنتخب الوطني على النحو المحدد في قواعد الأهلية للفيفا. قد يحمل اللاعبون أكثر من جنسية واحدة غير تابعة للفيفا.
| الرقم | البلد    | المركز | اللاعب                            |
| ----- | -------- | ------ | --------------------------------- |
| 1     | السعودية | حارس   | عبد الرحمن الغبيني                |
| 2     | السعودية | مدافع  | نواف المطيري                      |
| 3     | السعودية | مدافع  | عبد الإله بخاري                   |
| 4     | سويسرا   | مدافع  | ليو لاكروا                        |
| 5     | السعودية | مدافع  | إبراهيم النخلي                    |
| 6     | السعودية | وسط    | إياد مدني                         |
| 7     | كولومبيا | مهاجم  | خوان نارفيز                       |
| 8     | البرازيل | وسط    | جوبسون                            |
| 9     | السعودية | مهاجم  | فهد الجهني                        |
| 10    | البرازيل | وسط    | كاكا مينديز                       |
| 12    | السعودية | مدافع  | راضي الراضي                       |
| 14    | السعودية | وسط    | خليل العبسي                       |
| 15    | السعودية | وسط    | أحمد أشرف                         |
| 19    | السعودية | وسط    | محمد صهلولي (معار من نادي الرياض) |

| الرقم | البلد    | المركز | اللاعب                              |
| ----- | -------- | ------ | ----------------------------------- |
| 20    | السعودية | مدافع  | عبد الله الحربي                     |
| 21    | السعودية | وسط    | نايف الصواب                         |
| 22    | السعودية | وسط    | عبد السلام الشمري                   |
| 23    | السعودية | وسط    | عبد العزيز مجرشي                    |
| 24    | السعودية | وسط    | مؤيد المحمدي                        |
| 30    | السعودية | حارس   | محمد الواكد                         |
| 31    | البرازيل | حارس   | مارسيلو كارني                       |
| 32    | السعودية | مدافع  | مسعود بخيت                          |
| 44    | السعودية | وسط    | فيصل البكر                          |
| 49    | السعودية | مهاجم  | علي آل جبيع                         |
| 55    | السعودية | مدافع  | موسى الحربي (معار من نادي القادسية) |
| 67    | السعودية | مدافع  | محمد بكر (معار من نادي التعاون)     |
| 88    | السعودية | وسط    | سعد السلولي                         |
| 92    | السعودية | مهاجم  | معاذ الحبيب                         |

### المعارون
ملاحظة: تشير الأعلام إلى المنتخب الوطني على النحو المحدد في قواعد الأهلية للفيفا. قد يحمل اللاعبون أكثر من جنسية واحدة غير تابعة للفيفا.
| الرقم | البلد    | المركز | اللاعب                             |
| ----- | -------- | ------ | ---------------------------------- |
| 11    | السعودية | مهاجم  | عتيق العتيق (معار إلى نادي الغوطة) |

## رؤساء النادي
- سليمان علي الروضان من عام 1379هـ إلى 1380هـ
- زيد بن إبراهيم الجويرة من عام 1381هـ إلى 1382هـ
- عبد الله بن سعود البكر من عام 1382هـ إلى 1383هـ
- عبد العزيز بن عبد المحسن الملق من عام 1383هـ إلى 1386هـ
- عبد الله الزامل السويلم من عام 1387هـ إلى 1392هـ
- عبد الله بن سعود البكر للمرة الثانية من عام 1392هـ إلى 1394هـ
- الأمير/ بندر بن فهد بن سعد من عام 1394هـ إلى 1395هـ
- عبد الله الزامل السويلم للمرة الثانية من عام 1396هـ إلى 1398هـ
- محمد عبد الكريم السيف من عام 1399هـ إلى 1401هـ
- عبد الله عبد العزيز التمامي من عام 1402هـ إلى 1405هـ
- سلمان بن جارالله الصوينع من عام 1406هـ إلى 1407هـ
- محمد بن سالم الراجح من عام 1408هـ إلى 1409هـ
- محمد عبد الكريم السيف للمرة الثانية من عام 1409هـ إلى 1410هـ
- خالد بن فهيد العفنان من عام 1410هـ إلى 1412هـ
- محمد عثمان الزنيدي من عام 1412هـ إلى 1415هـ
- سعود بن سليمان الطرجم من عام 1416هـ إلى 1419هـ
- عبد الله عبد العزيز التمامي للمرة الثانية من عام 1420هـ إلى 1422هـ
- عبد الله بن سالم الهذيلي من عام 1423هـ إلى 1424هـ
- محمد بن حمد السيف من عام 1424هـ إلى 1425هـ
- عبد الله بن سالم الهذيلي للمرة الثانية من عام 1425هـ إلى 1427هـ
- خالد بن فهيد العفنان للمرة الثانية من عام 1427هـ إلى 1428هـ
- محمد بن حمد السيف للمرة الثانية من عام 1428هـ إلى 1431هـ
- عبد الله الركاد من عام 1431هـ إلى 1434هـ
- فهد الموكاء من عام 1434هـ إلى 1437هـ
- خالد الحليان من عام 1437هـ إلى 1440هـ
- فايز بن حمود المعجل من عام 1440هـ إلى الآن[3]